# ディキル州
ディキル州（ディキルしゅう、フランス語: Région de Dikhil、アラビア語: إقليم دخيل）は、ジブチの州の一つ。ジブチの西部に位置し、州都はディキルである。他の主要都市はアス・エブラ 、ガラフィ、ヨボキがある。人口は約6.6万人（2024年国勢調査）、面積は6,857平方キロメートル、最高点は1,362mである。

## 隣接州
ディキル州の北はタジュラ州、西と南はエチオピア、東はアリ・サビエ州とアルタ州に接する。

## 地理
ディキル州にはアッベ湖があり、この湖はエチオピアとも面している。

## 郡

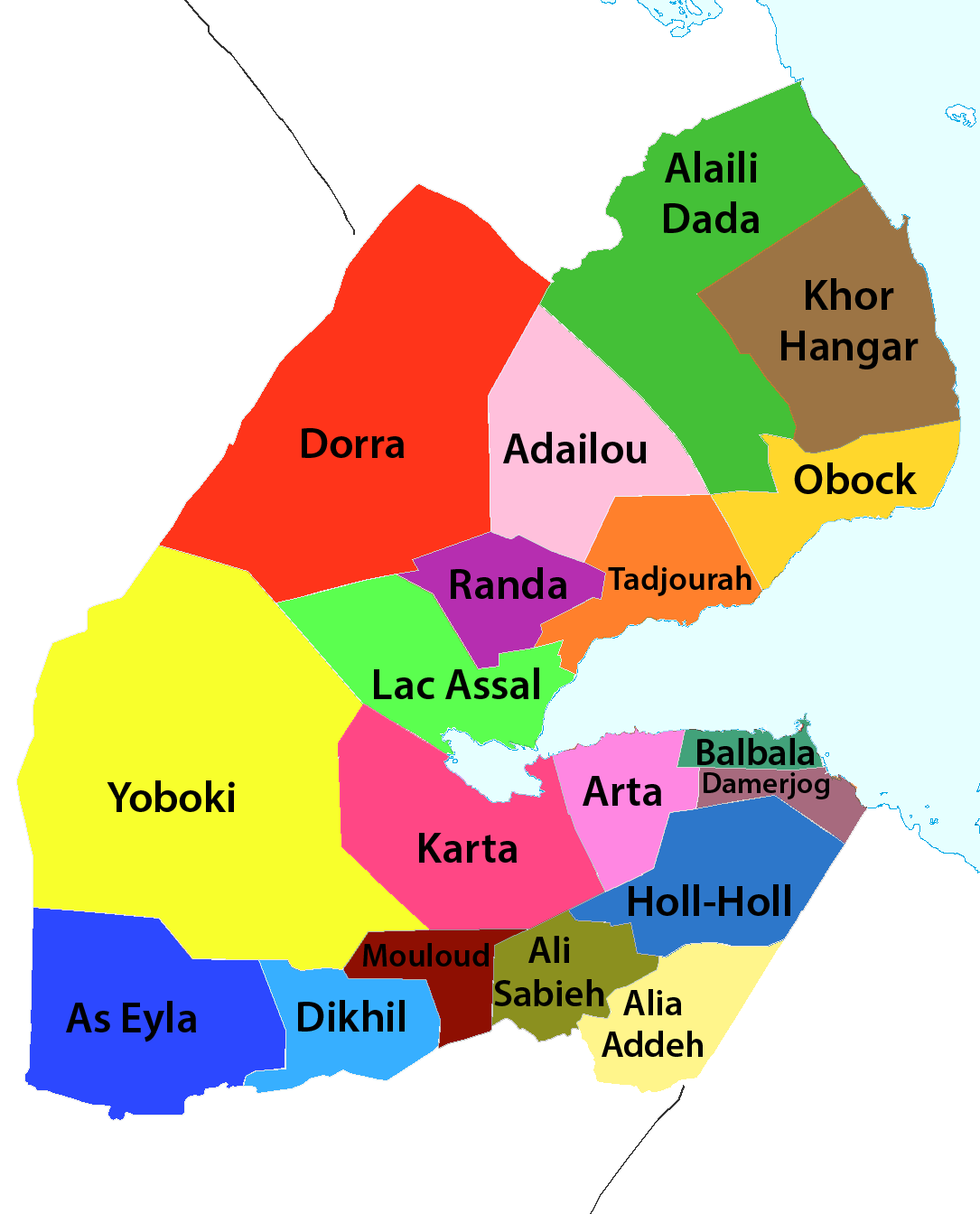
ジブチの郡

5郡が設置されている。
- ディキル郡（スウェーデン語版）
- Mouloud郡
- アス・エブラ郡（英語版）
- ヨボキ郡（英語版）
- Moutrous郡

## 町
- ディキル
- アス・エブラ（英語版） （アスエラ）（As Ela, As Eyla）
- ガラフィ（英語版） （Galafi）
- ヨボキ （ヨブーキ）（Yoboki）
- Mouloud
- Bondara